# Indihiang
Indihiang is een bestuurslaag in het regentschap Kota Tasikmalaya van de provincie West-Java, Indonesië. Indihiang telt 8131 inwoners (volkstelling 2010).